# Maître de la Petite Passion

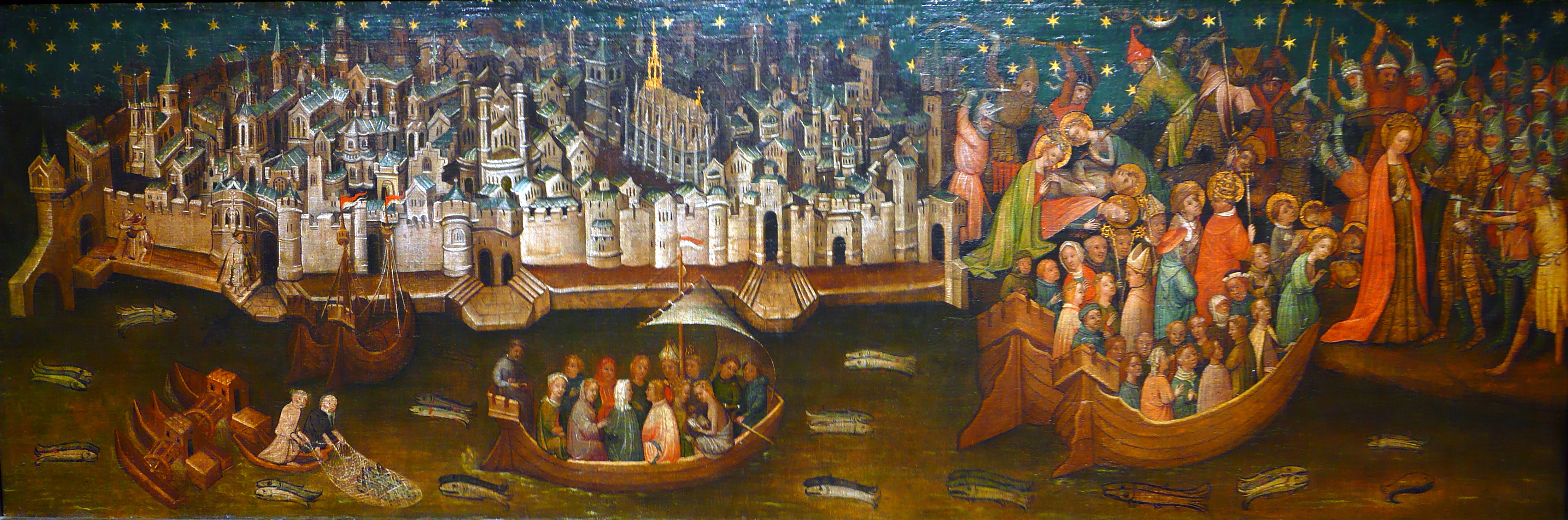
Martyre de saint Ursule à Cologne. Wallraf-Richartz-Museum, Cologne (vers 1411)

Le Maître de la Petite Passion est un peintre gothique anonyme du Moyen Âge actif à Cologne. Ses œuvres ont été créées entre 1400 et 1420. 
Il porte son nom de convention d'après l'une de ses œuvres, une suite de peintures de scènes de la passion du Christ.

## Éléments de style

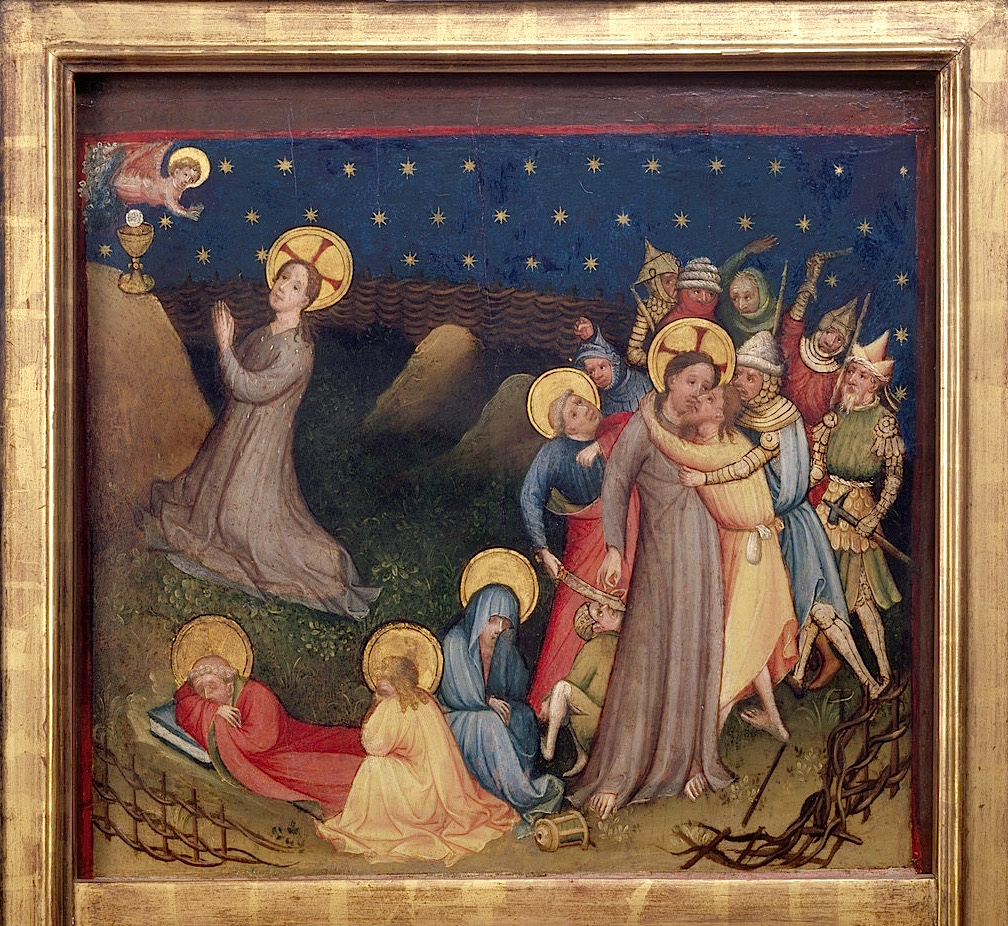
Triptyque de la Petite Passion - Mont des Oliviers et arrestation.

Les œuvres du Maître de la Petite Passion sont considérées, avec celles réalisées à Cologne également par le Maître de la Véronique et celles du Maître de la Sainte Parenté l'Ancien comme des représentants principaux du style doux, version rhénane du gothique international, influencé par l'art français, bourguignon et italien. Le Maître de la Petite Passion, plus jeune que le Maître de la Véronique, est contemporain du Maître de la Sainte Parenté l'Ancien qui lui est probablement plus jeune.
Son style se caractérise par une composition calme, équilibrée, qui semble parfois un peu fatiguée, comme dans les fragments du Triptyque. On trouve aussi en arrière-plan un ciel bleu-foncé étoilé, aussi bien dans le Triptyque que dans le Martyre de saint Ursule, mais aussi dans le Martyre des Dix Mille
On retrouve l'art du Maître de la Petite Passion dans des tableaux de peintres qui lui ont succédé. Il est possible qu'il ait dirigé un atelier important où ses élèves ont repris son style, avant le passage, avec notamment Stefan Lochner, vers un réalisme se rapprochant de la peinture flamande.

## Œuvres
L'œuvre du Maître n'est pas très étendu. Il se compose de :

### Triptyque avec scènes de la Passion

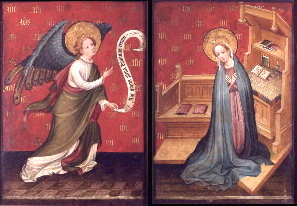
Volets fermés : Annonciation.

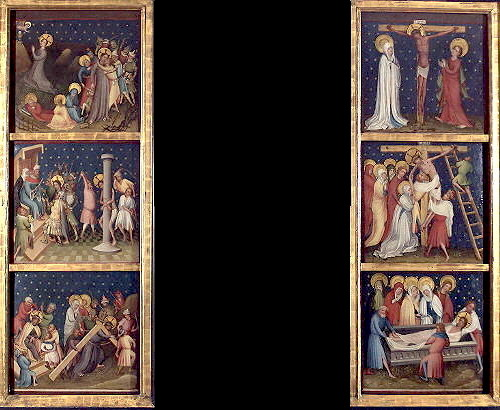
Intérieur des volets.

Du Triptyque avec scènes de la Passion, seule sont conservés les volets. Ils sont au Wallraf-Richartz Museum (WRM 38-43). L'intérieur des volets est partagé en trois panneaux. Le volet gauche, de haut en bas, contient trois doubles scènes : le mont des Oliviers et l'arrestation, le Christ devant Pilate et la flagellation, le couronnement d'épines et le portement de croix. Le volet droit, de haut en bas, contient trois sènes simples : la crucifixion, la descente de la croix, la mise au tombeau. Chacun des six panneaux mesure environ 32,5 × 35 cm. Les figures du premier groupe sont plus petites et plus animées que celles du second. La technique et le coloris sont les mêmes. L'extérieur des volets en partagé en deux panneaux. Les deux panneaux du bas, se faisant face, contiennent l'ange de l'annonciation et la Vierge. Au dessus, une Vierge adorant l'enfant Jésus (dans une collection privée). Ces panneaux sont plus haut, de dimension 49 × 35 cm.

### Martyre de saint Ursule devant la ville de Cologne

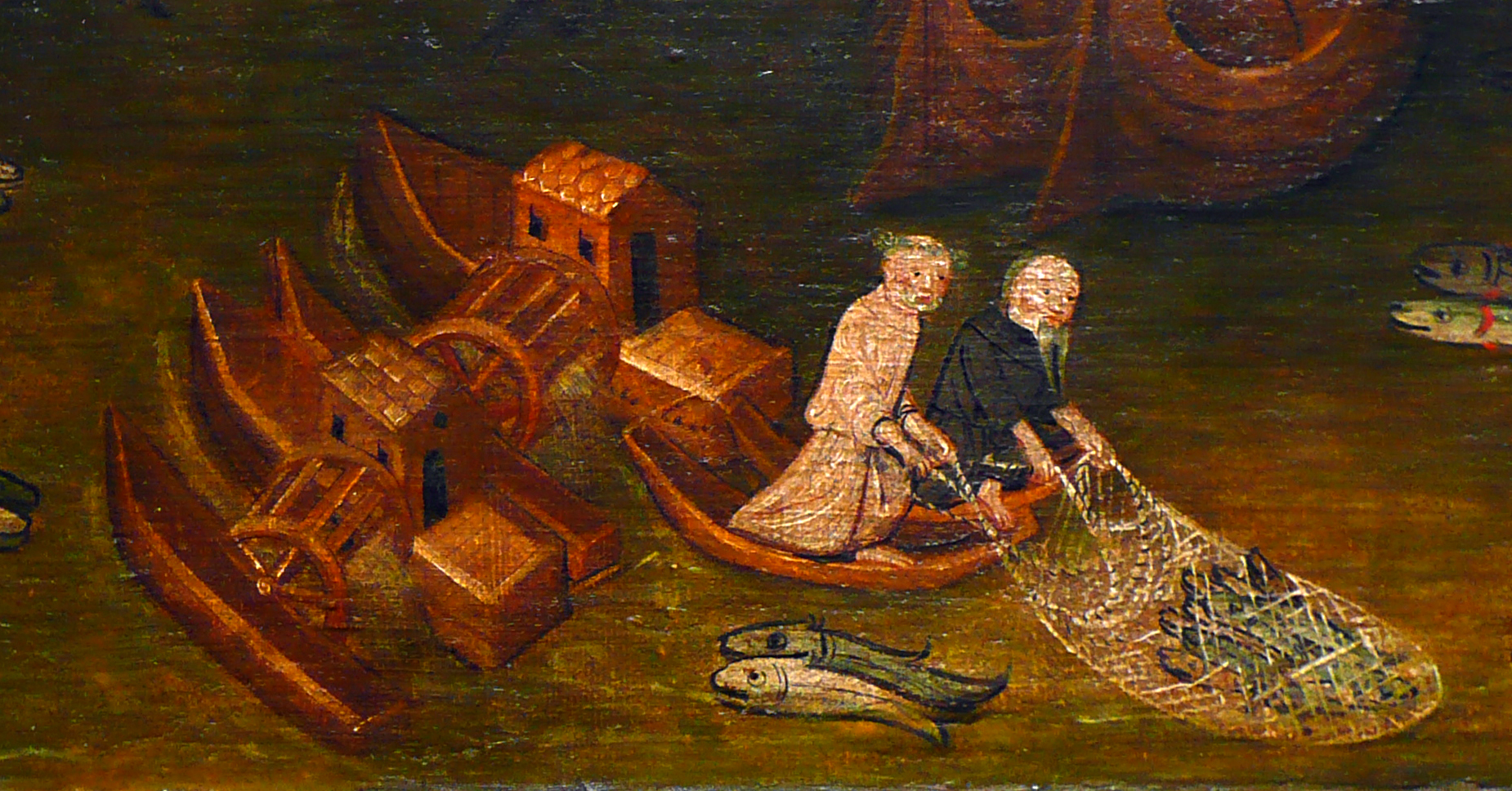
Moulin flottant.

Sur cette peinture, conservée au Wallraf-Richartz-Museum (WRM 51) et qui est aux dimensions 60 × 179 cm, figure l'une des plus anciennes vue de Cologne. On constate que cette vue de Cologne ne fait voir, à peu de chose près, que des églises. Et en effet, au Moyen Âge Cologne comptait environ 360 bâtiments religieux. On remarque surtout le chœur de la cathédrale gothique et son clocheton doré, ainsi que les églises Saint-Martin (Groß St. Martin), Saint-Séverin, et l'église Sainte-Marie-du-Capitole. Les deux clochers de Saint-Séverin qui étaient terminés en 1411 figurent déjà dans le plan, en revanche, la tour de l'hôtel de ville, achevée en 1414, est absente. Le tableau peut donc être daté entre 1411 et 1414. D'après von Baum, le tableau devait à l'origine être complété, dans la partie supérieure, d'un panneau de même taille qui contenait d'autres épisodes du cycle. Le style de la représentation imite les descriptions de villes telles qu'on les rencontre dans les enluminures françaises.

### Autres tableaux

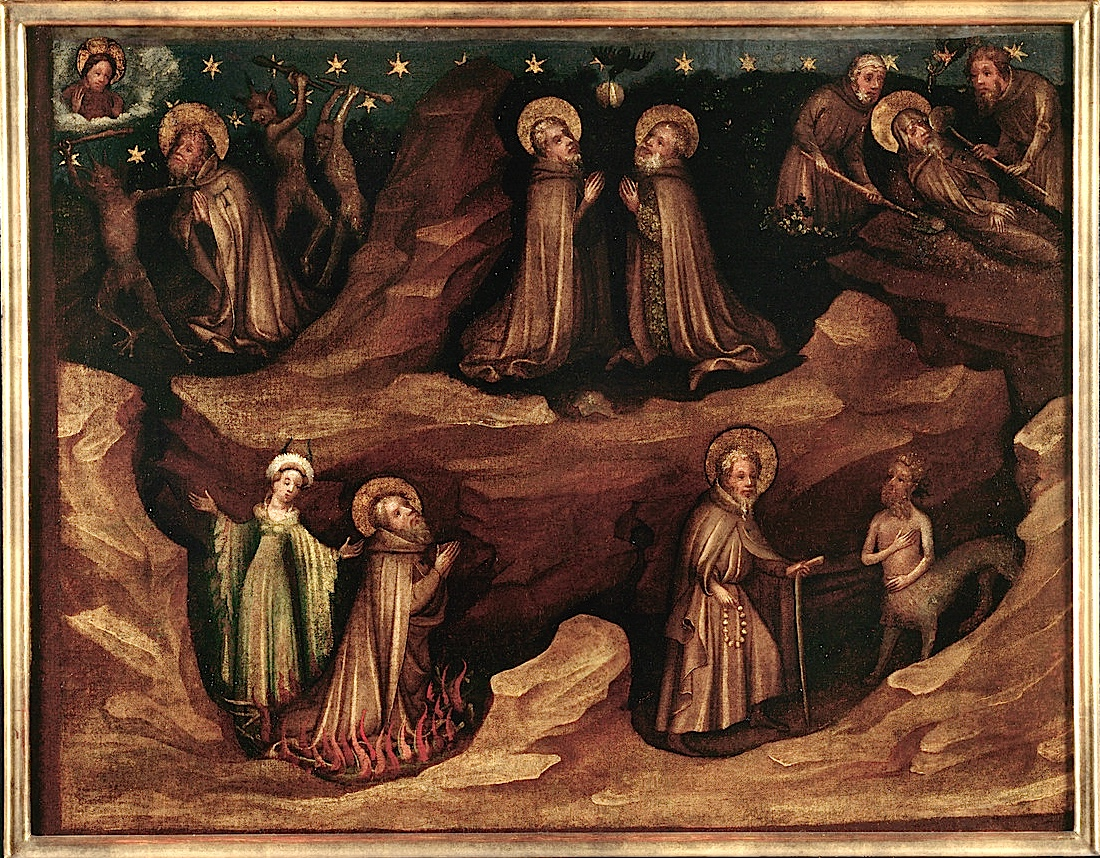
Scènes de la légende de saint Antoine.

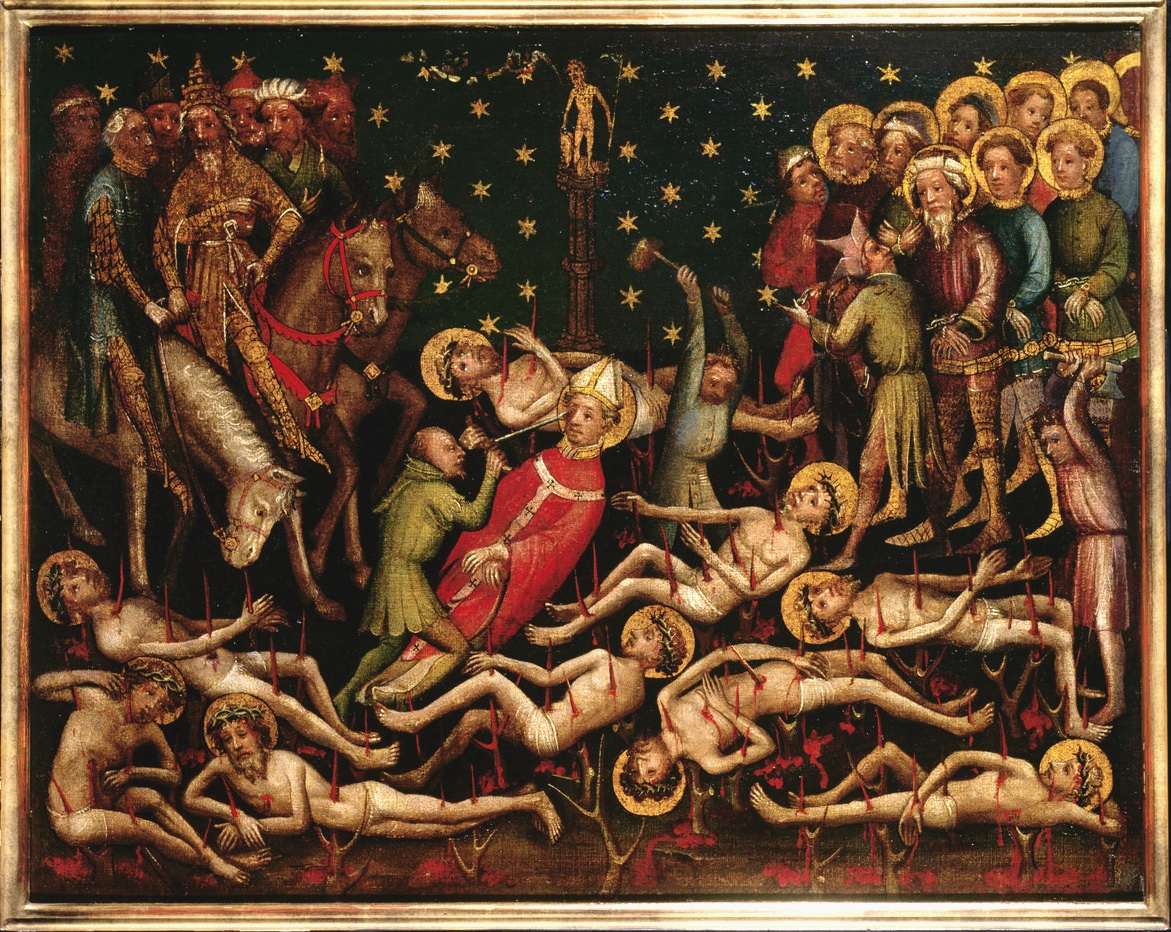
Martyre des Dix Mille

- Scènes de la vie de saint Antoine. 53,1 × 66,8 cm, toile. Cologne, Wallraf-Richartz-Museum, WRM 53. Il s'agit d'Antoine le Grand et non pas d'Antoine de Padoue.
- Martyre des Dix Mille. 52,2 × 67 cm, toile. Cologne, Wallraf-Richartz-Museum, WRM 52. Les deux tableaux faisaient partie d'un panneau plus grand : le Martyre en constituait la partie supérieure gauche, les Scènes de saint Antoine la partie supérieure droite[7] d'où il résulte une largeur totale, bordure comprise, d'au moins 136,4 cm.
- Saint Laurent et saint Étienne. Cologne, Wallraf-Richartz-Museum, WRM 46.

Stange ajoute à cette liste un panneau avec trente-cinq scènes de la vie du Christ disposées en 5 rangées de 7 scènes (musées de Berlin). Ces petits tableaux, au coloris délicat, sont très proches de ceux du second groupe de la Petite Passion.

## Articles liés
- Gothique international
- École de Cologne
- Maître de la Véronique
- Maître de la Sainte Parenté l'Ancien
- Représentation de Jésus-Christ dans l'art chrétien
- Maître de la Vie de Marie
- Maître de la Légende de saint Georges